# Arno Surminski

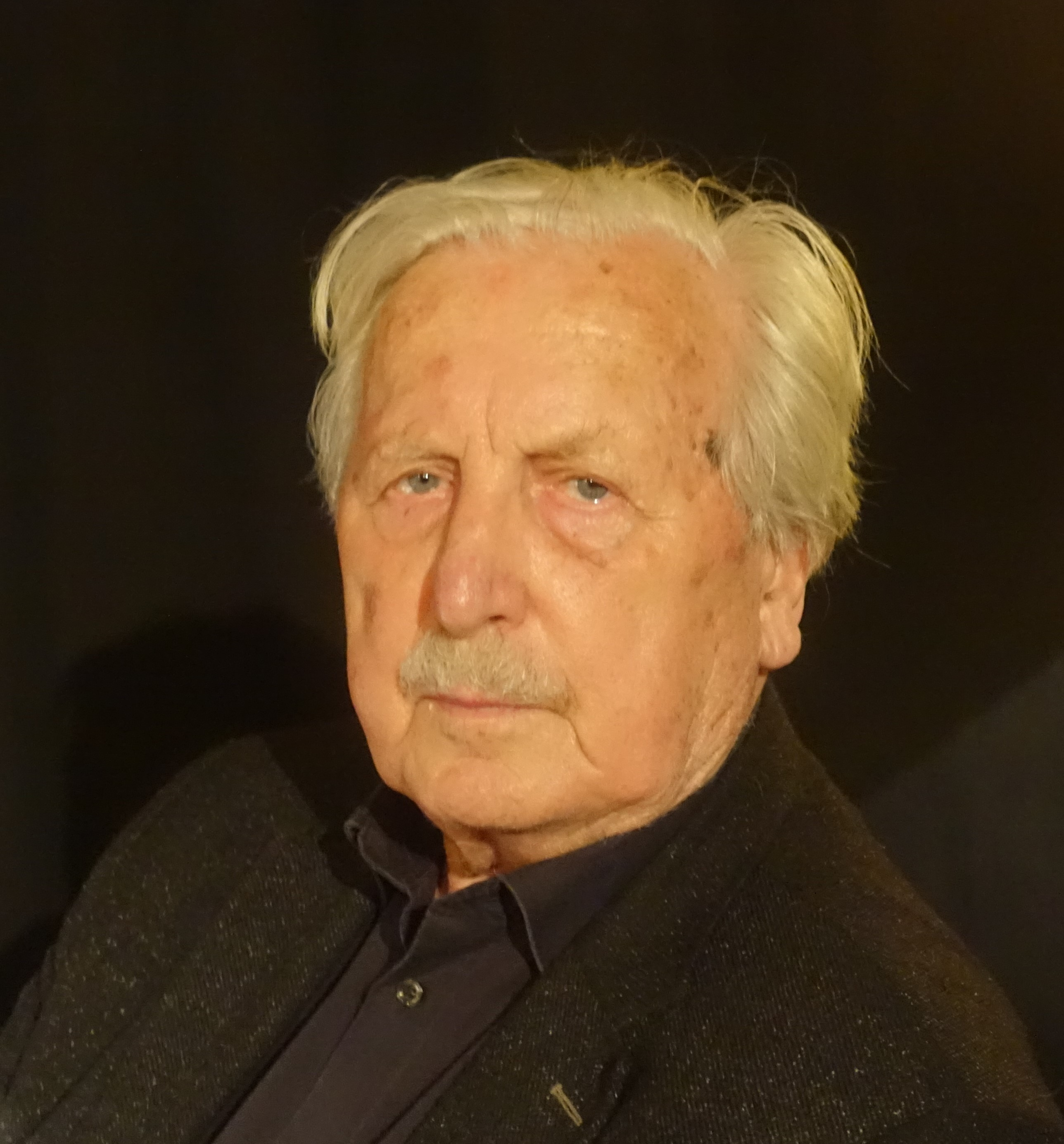
Arno Surminski (2024)

Arno Surminski (* 20. August 1934 in Jäglack bei Drengfurth in Ostpreußen) ist ein deutscher Schriftsteller und Journalist.

## Leben
Arno Surminski verbrachte seine Kindheit in Ostpreußen. Nach Kriegsende 1945 wurden seine Eltern in die Sowjetunion deportiert. Ihr zehnjähriger Sohn war auf sich gestellt und konnte entkommen. Er gelangte zunächst in ein Flüchtlingslager in Thüringen, später ins schleswig-holsteinische Trittau. Nach der Volksschule machte er von 1950 bis 1953 eine Lehre in einem Anwaltsbüro. 1957 bis 1960 lebte er als Holzfäller in Kanada und zog wieder zurück nach Deutschland. Von 1962 bis 1972 arbeitete er als Angestellter in der Rechtsabteilung einer Hamburger Versicherungsgesellschaft. Seit 1982 ist er neben der schriftstellerischen Arbeit als freier Wirtschafts- und Versicherungsfachjournalist tätig.
Bekannt wurde Surminski mit zahlreichen Erzählungen und Romanen, die meist von seiner ostpreußischen Heimat und dem Schicksal der Vertriebenen und Flüchtlinge handeln. Es geht Surminski dabei nicht um Rache, sondern darum, die Erinnerung an jenes Land seiner glücklichen Kindertage zu erhalten. „Es war mir ein besonderes Anliegen, die beiden Generationen zu versöhnen, sie dahin zu bringen, dass sie sich besser verstehen“, so Surminski zum Ostpreußenblatt (30. Oktober 1999).
Arno Surminski ist Mitglied der Freien Akademie der Künste Hamburg.
Von 2001 bis 2007 war er Ombudsmann des Verbandes der Privaten Krankenversicherungen. Er wohnt seit 1975 in seinem Haus in Hamburg-Barmbek und hat drei erwachsene Kinder.

## Werke

### Romane und Erzählungen
- Jokehnen oder Wie lange fährt man von Ostpreußen nach Deutschland? 1974. (wurde 1987 als TV-Dreiteiler verfilmt)
- Aus dem Nest gefallen – Geschichten aus Kalischken. 1976. Taschenbuchausgabe: Aus dem Nest gefallen – Sämtliche ostpreußischen Geschichten. Ullstein, München, 2. Auflage 2002. ISBN 3-548-25382-2.
- Kudenow oder An fremden Wassern weinen. 1978. (wurde 1981 verfilmt)
- Fremdes Land oder Als die Freiheit noch zu haben war. 1980. (wurde verfilmt)
- Wie Königsberg im Winter. 1981.
- Polninken oder Eine deutsche Liebe. Hoffmann und Campe, Hamburg 1984, ISBN 3-455-07506-1.
- Gewitter im Januar. Erzählungen. 1986.
- Malojawind. Eine Liebesgeschichte. 1988.
- Am dunklen Ende des Regenbogens. 1988.
- Grunowen oder Das vergangene Leben. 1986.
- Die Reise nach Nikolaiken. Hoffmann und Campe, Hamburg 1991.
- Damals in Poggenwalde. Kinderbuch. 1983.
- Kein schöner Land. 1993.
- Besuch aus Stralsund. Erzählungen. 1995.
- Eine gewisse Karriere. Erzählungen aus der Wirtschaft. 1996.
- Sommer 44 oder Wie lange fährt man von Deutschland nach Ostpreußen? 1997.
- Die masurischen Könige. Weihnachtsgeschichten. 1999.
- Die Kinder von Moorhusen. Mit Zeichnungen von Silvia Christoph. Ullstein, München 2001. ISBN 978-3-550-08344-0. Taschenbuch: Die Kinder von Moorhusen. Mit Zeichnungen von Silvia Christoph. Ullstein, Berlin 2004. ISBN 3-548-25876-X.
- Der Winter der Tiere. 2002.
- Vaterland ohne Väter. Roman. Ullstein, Berlin 2004. ISBN 3-550-08604-0.
- Gruschelke und Engelmannke. Geschichten auf Ostpreußisch und Hochdeutsch. Ullstein, Berlin 2006, ISBN 3-550-08646-6.
- Die Vogelwelt von Auschwitz. München 2008, ISBN 978-3-7844-3126-0.
- Amanda oder Ein amerikanischer Frühling. LangenMüller, München 2009, ISBN 978-3-7844-3188-8.
- Die masurische Eisenbahnreise und andere heitere Geschichten. Erzählungen. Ellert & Richter Verlag, Hamburg 2010, ISBN 978-3-8319-0392-4.
- Winter Fünfundvierzig oder Die Frauen von Palmnicken. Ellert & Richter Verlag, Hamburg 2010, ISBN 978-3-8319-0421-1.
- Tod eines Richters. Roman über ein ungewolltes Kind. Ellert & Richter Verlag, Hamburg 2012, ISBN 978-3-8319-0457-0.
- Im Garten des Schönen. Heitere und besinnliche Geschichten aus dem Norden. Ellert & Richter Verlag, Hamburg 2013, ISBN 978-3-8319-0491-4.
- Jokehnen oder Die Stimmen der Anderen. Ellert & Richter Verlag, Hamburg 2013, ISBN 978-3-8319-0522-5.
- Von den Kriegen. Roman. Langen Müller, München 2016, ISBN 978-3-7844-3400-1.
- Der lange Weg. Von der Memel zur Moskwa. Roman. LangenMüller, Stuttgart 2019. ISBN 978-3-7844-3508-4.
- Irgendwo ist Prostken – Roman eines masurischen Lokführers. Roman.LangenMüller, Stuttgart 2020. ISBN 978-3-7844-3551-0
- Als die Stadt brannte. Erzählungen gegen den Krieg, Ellert & Richter, Hamburg 2023, ISBN 978-3-8319-0851-6
- Von den Wäldern. Roman einer Heimkehr, Ellert & Richter, Hamburg 2024, ISBN 978-3-8319-0864-6

### Sachbücher
- Im Zug der Zeiten – Die Victoria von 1853 bis heute. Düsseldorf 1978.
- Jauch & Hübener 75 Jahre 1919–1994. 1994.
- Versicherung unterm Hakenkreuz. Ullstein, Berlin 1999, ISBN 3-548-24949-3.
- Im Zug der Zeiten. 150 Jahre VICTORIA. 1853–2003. 1. Auflage. Victoria-Versicherungs-Gesellschaften, Düsseldorf 2003, ISBN 3-00-011767-9.
- Das alte Ostpreußen. Hamburg 2007, ISBN 978-3-8319-0288-0.[3]

### In andere Sprachen übersetzte Werke
- Queen of the Highway. Übersetzt von Stephen Cameron Jalil Nicholls. Nicholls, Burgess Hill 2000.
- The pear tree and other memories. Literature as history. Übersetzt von Stephen Cameron Jalil Nicholls. Nicholls, Burgess Hill 2006, ISBN 0-9542518-2-2.
- It was on the fifth Sunday after Trinity. Übersetzt von Stephen Cameron Jalil Nicholls. Nicholls, Burgess Hill 2009, ISBN 978-0-9542518-4-0.
- Last train to Königsberg. Valediction. Stories übersetzt von Stephen Cameron Jalil Nicholls mit einem Nachwort von Arno Surminski. Nicholls, Burgess Hill 2013.
- Who was she? Übersetzt von Stephen Cameron Jalil Nicholls. Nicholls, Burgess Hill 2013.
- Bridge-building in the Orient. Übersetzt von Stephen Cameron Jalil Nicholls. Nicholls, Burgess Hill 2013.
- The bird world of Auschwitz. A novella. Übersetzt von Stephen Cameron Jalil Nicholls. Mit einem Vorwort von Edward Timms. Nicholls, Burgess Hill 2013, ISBN 978-0-9542518-6-4.
- The windmill in Woltersdorf – four war stories. Übersetzt von Stephen Cameron Jalil Nicholls. Nicholls, Burgess Hill 2015, ISBN 100-9542518-7-3.
- A courier for Dobre Miasto – two stories of German-Polish reconciliation. Übersetzt von Stephen Cameron Jalil Nicholls. Nicholls, Burgess Hill 2017. ISBN 978-0-9955715-1-8. (Enthält ferner: Reunion with Kalischken.)

## Auszeichnungen
- 1978: Andreas-Gryphius-Preis
- 1982: Kulturpreis der Landsmannschaft Ostpreußen für Literatur
- 1993: Hamburger Bürgerpreis der CDU Hamburg
- 2001: Lessing-Ring zusammen mit dem Kulturpreis der deutschen Freimaurer
- 2004: Friedrich-Schiedel-Literaturpreis der Stadt Bad Wurzach
- 2004: Biermann-Ratjen-Medaille der Freien und Hansestadt Hamburg
- 2008: Hannelore-Greve-Literaturpreis
- 2009: Andreas-Gryphius-Preis
- 2015: Elbschwanenorden
- 2016: Bundesverdienstkreuz am Bande[4]

## Ausstellungen
- „Erinnertes Leben – Gelebte Erinnerung, Arno Surminski zum 80. Geburtstag“ (2014), Ausstellung im Ostpreußischen Landesmuseum[5]